# Theo Bogaerts sr.
Theoduul Leopold Antoon (Theo) Bogaerts (Sint-Niklaas, 26 april 1893 - Brussel, 21 juni 1971) was een Belgisch Nederlandstalig auteur en journalist. 

## Levensloop
Hij was de zoon van violist en muziekleraar Frans Bogaerts. Zijn moeder, Philomène Coullier, was afkomstig uit Cambrai. Naar aanleiding van de Eerste Wereldoorlog verloor zijn vader zijn werk in het officieel onderwijs te Sint-Niklaas en verhuisde het gezin in 1914 naar Hilversum. Daar leerde hij zijn latere echtgenote Miesje Steenhoff kennen, dochter van kunstcriticus en schilder Willem Steenhoff, met wie hij in 1918 huwde. Samen kregen ze vier kinderen, waaronder Theo jr. en Hans Bogaerts.
In 1917 ging hij aan de slag bij de Utrechtse katholieke krant Het Centrum. In 1919 vestigde het koppel zich in Sint-Jans-Molenbeek en gingen ze beiden aan de slag bij De Standaard. In 1921 maakte hij de overstap naar de Nederlandse katholieke krant De Maasbode, waarvoor hij werkzaam was als journalist en Belgisch correspondent. Tevens was hij correspondent voor enkele Finse en Zuid-Amerikaanse kranten.
In 1926 debuteerde hij als auteur met de novellebundel De schalmeiende dood. Voor dit werk ontwierp Felix Timmermans twee tekeningen. Vervolgens volgden een aantal reisverhalen, journalistieke schetsen en romans. Zijn roman Het oog op den heuvel uit 1928 werd geïllustreerd door Albert Droesbeke en het aan zijn broer gewijde Vastenavond (1932) werd geïllustreerd door Floris Jespers. 
In 1946 verving hij de overleden schepen Coelst in de Brusselse gemeenteraad, een mandaat dat hij uitoefende tot 5 januari 1953. Daarnaast was hij voorzitter van de Bond van Katholieke Journalisten van België (BKJB) en medestichter van de Vereniging Scriptores Catholici.
Hij was bevriend met Stijn Streuvels, Ernest Claes, Felix Timmermans en Albert Servaes.